# Bocigas (kommunhuvudort)
Bocigas är en kommunhuvudort i Spanien.   Den ligger i provinsen Provincia de Valladolid och regionen Kastilien och Leon, i den centrala delen av landet, 120 km nordväst om huvudstaden Madrid. Bocigas ligger 773 meter över havet och antalet invånare är 128.
Terrängen runt Bocigas är platt. Runt Bocigas är det mycket glesbefolkat, med 6 invånare per kvadratkilometer. Närmaste större samhälle är Olmedo, 6,3 km norr om Bocigas. Trakten runt Bocigas består till största delen av jordbruksmark.